# Список епізодів телесеріалу «Альф»
Нижче наведено список і опис епізодів американського телевізійного серіалу «Альф».
Серіал виходив на екрани з 22 вересня 1986 року по 17 березня 1990 року і містить 102 серії в 4 сезонах та один повнометражний фільм, що розповідає про Альфа після захоплення його підрозділом по вивченню прибульців — «Проєкт:Альф (Project:ALF)».
Назви більшості епізодів — назви різних пісень, так чи інакше пов'язаних з сюжетом.

## 1-й сезон (1986—1987)
| Назва | Дата прем'єри     | Код серії | №     |
| --- | ----------------- | --------- | ----- |
| «A.L.F.» (Альф) | 22 вересня 1986   | S01E01    | 1     |
| На гараж сім'ї Таннерів падає космічний корабель. В кораблі опиняється кудлатий, важкий, низького зросту прибулець, весь покритий рудим волоссям. Виявляється, що прибулець розмовляє по-земному (англійською), готовий озиватися на ім'я Альф (ім'я дав йому господар будинку — Віллі), що він ненажерливий і при цьому любить (в гастрономічному плані) кішок. |                   |           |       |
| |                   |           |       |
| «Strangers In The Night» (Незнайомці в ночі) | 29 вересня 1986   | S01E02    | 2     |
| Кейт і Лінн повинні піти на вечірку, а Віллі терміново викликають на роботу. Придивитися за Браяном на час їхньої відсутності Таннери запрошують місіс Окмонек. Сусідка тут же вмощується перед телевізором, по якому йде серія улюбленого серіалу Альфа. В той же вечір в будинок пробирається крадій. Strangers In The Night — одна з найбільш популярних пісень у виконанні Френка Сінатри, 1966 рік.                                                                                   |                   |           |       |
| |                   |           |       |
| «Looking For Lucky» (В пошуках Лакі) | 6 жовтня 1986     | S01E03    | 3     |
| Альф гіпнотизує кота Таннерів Лакі, вселяючи, що він більше не тварина, а бублик. Ввечері того ж дня Лакі зникає і підозра падає на Альфа. Щоб довести свою невинність, Альф вирушає на пошуки. |                   |           |       |
| |                   |           |       |
| «Pennsylvania 6-5000» (Пенсильванія 6-5000) | 13 жовтня 1986    | S01E04    | 4     |
| Альф постійно висить на телефоні в будинку Таннерів, і Віллі складає графік користування домашнім телефоном. Альфу доводиться користуватися короткохвильовою радіостанцією. Стурбовані розповсюдженням на Землі ядерної зброї, Альф зв'язується з президентом США. ФБР заарештовує Віллі як потенційну загрозу національної безпеки. Pennsylvania 6-5000 — пісня Оркестру Гленна Міллера. Вважається, що це найстаріший телефонний номер в Нью-Йорку, який належить готелю «Пенсильванія». |                   |           |       |
| |                   |           |       |
| «Keepin' The Faith» (Продовжуючи вірити) | 20 жовтня 1986    | S01E05    | 5     |
| Альф думає, що приносить Таннерам лише витрати і не бажає бути нахлібником. Влаштувавшись продавцем косметики, Альф закупляє товар на суму 4 тисячі доларів. Keepin' The Faith — пісня 1984 року американського співака Біллі Джоела. |                   |           |       |
| |                   |           |       |
| «For Your Eyes Only» (Тільки для твоїх очей) | 3 листопада 1986  | S01E06    | 6     |
| Альф знайомиться по телефону зі сліпою дівчиною на ім'я Джоді. Попри заборону Віллі виходити з будинку, Альф з допомогою Лінн вирушає на зустріч зі своєю новою знайомою. For Your Eyes Only — існує дві пісні з такою назвою — американської рок-групи Blondie і шотландської співачки Шини Істон. Обидві пісні написані для саундтреку до однойменного фільму 1981 року про Джеймса Бонда (Тільки для ваших очей), однак в картину потрапила лише друга.                                 |                   |           |       |
| |                   |           |       |
| «Help Me Rhonda» (Допоможи мені, Рондо) | 10 листопада 1986 | S01E07    | 7     |
| Альф сумує за своїми друзями-інопланетянами, в тому числі за своєю подругою Рондою. Віллі, намагаючись допомогти йому, виходить на зв'язок з одним із його друзів — Скіпером. Однак, коли Скіпер прилітає на Землю, щоб забрати Альфа, той вирішує залишитися зі своєю новою сім'єю — Таннерами. Help Me Rhonda — пісня 1965 року американської рок-групи The Beach Boys. |                   |           |       |
| |                   |           |       |
| «Don’t It Make My Brown Eyes Blue» (Хіба це не робить мої карі очі сумними?) | 17 листопада 1986 | S01E08    | 8     |
| Однокласнику Лінн лідеру рок-групи Скотту потрібне місце, щоб тимчасово зберігати інструменти і Лінн пропонує йому використати гараж Таннерів. Коли Лінн йде на побачення зі Скоттом, Альф записує для неї відеокліп. Don’t It Make My Brown Eyes Blue — пісня 1977 року американської кантрі-співачки Крістал Гейл (назва пісні перекладається як «хіба це не робить мої карі очі сумними»).                                                                                              |                   |           |       |
| |                   |           |       |
| «Jump» (Стрибок) | 24 листопада 1986 | S01E09    | 9     |
| В день свого 45-річчя Віллі розуміє, що не досяг того, про що мріяв в юності. Альф допомагає йому втілити в життя одну з незавершених справ — здійснити стрибок з парашутом. Jump — пісня 1984 року американської рок-групи Van Halen, найбільш популярна і відома композиція цього колективу. |                   |           |       |
| |                   |           |       |
| «Baby, You Can Drive My Car» (Дитинко, ти можеш повести мою машину) | 1 грудня 1986     | S01E10    | 10    |
| Лінн хоче мати свою машину і влаштовується на роботу в ресторан, щоб накопичити достатньо грошей. Альф бачить, як важко їй доводиться, і продавши декілька деталей свого космічного корабля, дарує їй Феррарі. Baby, You Can Drive My Car (або просто Drive My Car) — пісня 1965 року англійської рок-групи The Beatles. |                   |           |       |
| |                   |           |       |
| «On the Road Again» (Знову в дорозі) | 8 грудня 1986     | S01E11    | 11    |
| Альф влаштовує невелику пожежу на кухні. Сім'я їде в ліс, за місто, щоб провести відпустку, але відпочинок зривається через зливу — вони змушені сидіти у вагончику. Атмосфера у вагончику загострюється, і Альф йде до лісу. В лісі він наштовхується на будинок, де мешкають браконьєри. Повернувшись із лісу браконьєри приймають Альфа за мурахоїда. On the Road Again — пісня американського рок-музиканта Боба Ділана 1965 року.                                                     |                   |           |       |
| |                   |           |       |
| «Oh, Tannerbaum» (О, Таннербаум!) | 22 грудня 1986    | S01E12    | 12    |
| Наступає Різдво і Альф, незнайомий із земними традиціями, розпилює різдвяну ялинку. Куплена замість цього штучна ялинка Альфу не подобається і він вмовляє Віллі поїхати до лісу за справжньою. O Tannenbaum — популярна німецька різдвяна пісня. Англійська версія цієї пісні називається O Christmas Tree. |                   |           |       |
| |                   |           |       |
| «Mother and Child Reunion» (Возз'єднання матері і дитини) | 12 січня 1987     | S01E13    | 13    |
| В гості до Таннерів приїздить матір Кейт — Дороті і Альфу деякий час доводиться жити у гаражі. Mother and Child Reunion — пісня 1972 року американського рок-музиканта Пола Саймона, учасника дуету Simon and Garfunkel. |                   |           |       |
| |                   |           |       |
| «A Little Bit of Soap» (Трохи мила) | 19 січня 1987     | S01E14    | 14    |
| Дороті продовжує гостювати у Таннерів. Ґрунтуючись на сімейних сценах, Альф пише сценарій серії телесеріалу. Однак серія, в якій матір і донька повинні помиритися, виходить в ефір з помітними змінами. A Little Bit of Soap — пісня 1961 року американської групи The Jarmels. |                   |           |       |
| |                   |           |       |
| «I’ve Got a New Attitude» (Я змінив свою поведінку) | 2 лютого 1987     | S01E15    | 15    |
| У матері Кейт — Дороті з'явився новий залицяльник — сусід на ім'я Візер. Однак, попри всю його привабливість після смерті чоловіка Дороті не бажає заново починати особисте життя. Щоб переконати її, Альф влаштовує спіритичний сеанс. I’ve Got a New Attitude (або просто New Attitude) — пісня 1985 року американської співачки Patti LaBelle. |                   |           |       |
| |                   |           |       |
| «Try to Remember» (Спробуй пригадати) | 9 лютого 1987     | S01E16-17 | 16-17 |
| Альфа вдаряє струмом у ванній і він втрачає пам'ять. Тепер він впевнений, що є страховим агентом на ім'я Вейн Шлегель. Таннери намагаються повернути йому пам'ять, згадуючи про курйози, що відбулися з Альфом. Try to Remember — пісня з бродвейського мюзиклу 1960 року The Fantasticks. |                   |           |       |
| |                   |           |       |
| «Border Song» (Прикордонна пісня) | 16 лютого 1987    | S01E18    | 18    |
| На роботі Віллі намагається знайти родичів мексиканського хлопчика, який загубився. Родичів знайти не вдається, і Віллі змушений привести його додому. Border Song — пісня 1970 року англійського рок-музиканта Елтона Джона. |                   |           |       |
| |                   |           |       |
| «Wild Thing» (Дикі штучки) | 2 березня 1987    | S01E19    | 19    |
| У Альфа починається 24-годинний період божевілля і, передбачивши це, він дає закрити себе в клітку. Скориставшись довірливістю Браяна, Альф виривається на волю і втікає в місто. Wild Thing — пісня 1966 року англійської рок-групи The Troggs. |                   |           |       |
| |                   |           |       |
| «Going Out of My Head Over You» (Погляд зсередини) | 16 березня 1987   | S01E20    | 20    |
| Коли Альф зовсім «дістав» Віллі своїми жартами, Віллі вирушає до свого давнього знайомого, психіатра Ларрі. Щоб налагодити відносини між Віллі та Альфом, Ларрі приходить на вечерю до Таннерів. Going Out of My Head Over You — пісня американської групи Little Anthony & The Imperials. |                   |           |       |
| |                   |           |       |
| «Lookin' Through the Windows» (Дивлячись у вікно) | 23 березня 1987   | S01E21    | 21    |
| Під час перебоїв з електроенергією Альф звик розважати себе, спостерігаючи, як сваряться Окмонеки — сусіди Таннерів. Коли він стає свідком того, як Тревор Окмонек закопує щось у своєму саду, він вирішує, що це не що інше, як тіло місіс Окмонек. Lookin' Through the Windows — пісня 1972 року з однойменного альбому американської групи The Jackson 5. |                   |           |       |
| |                   |           |       |
| «It’s Not Easy Being Green» (Не так просто бути зеленим) | 30 березня 1987   | S01E22    | 22    |
| Браян має виступати на шкільному ранку, присвяченому овочам. Він сильно переживає через цей виступ в костюмі спаржі в компанії товариша-всезнайки. Щоб допомогти Браяну, Альф дає йому на вдачу «щасливий зуб». It’s not easy being green (або просто Being Green) — пісня, вперше виконана у 1970 році жабенятком Кермітом в американській телепередачі «Вулиця Сезам». Згодом пісня була переспівана більш, ніж 30 виконавцями, включаючи Френка Сінатру і Рея Чарлза.                   |                   |           |       |
| |                   |           |       |
| «The Gambler» (Азартний гравець) | 6 квітня 1987     | S01E23    | 23    |
| За прикладом Дороті Альф починає робити ставки на тоталізаторі. І хоча спочатку Альфу щастить, закінчується це боргом у 6 тисяч доларів букмекерській конторі. The Gambler — пісня 1978 року американського співака Кенні Роджерса. |                   |           |       |
| |                   |           |       |
| «Weird Science» (Ох же ця наука) | 13 квітня 1987    | S01E24    | 24    |
| Браян приготував до шкільного конкурсу наукових робіт модель Сонячної системи. Альф хоче допомогти йому і радить додати ще 2 планети, які він зустрів на шляху до Землі. Однак ці планети не відомі сучасній науці і робота Браяна провалилася. Weird Science — пісня американської рок-групи Oingo Boingo із фільму Ох же ця наука 1985 року. |                   |           |       |
| |                   |           |       |
| «La Cucaracha» (Тарган) | 4 травня 1987     | S01E25    | 25    |
| Серед уламків свого космічного корабля Альф знайшов делікатес з рідної планети. Разом з ним, однак, в будинок Таннерів потрапляє інопланетний тарган. Основна відмінність неземного таргана від земних — він не помирає від інсектицидів, а збільшується в розмірах. La Cucaracha (Кукарача) — народна пісня іспанською мовою, яка стала популярною під час Мексиканської революції. |                   |           |       |
| |                   |           |       |
| «Come Fly With Me» (Політай зі мною) | 11 травня 1987    | S01E26    | 26    |
| Альф пропонує всім поїхати відпочити на запрошення компанії, що торгує нерухомістю. Окмонеки, які теж отримали запрошення, погодились підвезти Таннерів на літаку. Героїв виганяють з будинку відпочинку, коли Альф влаштовує пожежу, намагаючись посмажити рибу в подарованому йому тостері. На зворотному шляху Тревор Окмонек, який пілотує літак, втрачає свідомість. Come Fly With Me — пісня 1957 року, виконана Френком Сінатрою.                                                   |                   |           |       |
| |                   |           |       |

## 2-й сезон (1987—1988)
| Назва | Дата прем'єри     | Код серії | №     |
| --- | ----------------- | --------- | ----- |
| «Working My Way Back To You» (Туди й назад) | 21 вересня 1987   | S02E01    | 27    |
| У покарання за погану поведінку Таннери переселяють Альфа у гараж. Повернутися назад він може, лише виконавши умову — протягом тижня не розбити і не зіпсувати жодної речі. Working My Way Back To You — пісня 1966 року групи The Four Seasons, також популярна у виконанні групи The Spinners, яка виконала її у 1980 році. |                   |           |       |
| |                   |           |       |
| «Somewhere Over the Rerun (a.k.a.) The Ballad of Gilligan’s Island» (Десь на повторному показі або Балада про Острів Гіллігана) | 28 вересня 1987   | S02E02    | 28    |
| Альф у захваті від серіалу «Острів Гіллігана». Він вважає, що його життя сумне у порівнянні з життям героїв передачі. Уві сні Альф опиняється на острові Гіллігана. Somewhere Over the Rainbow (Десь на райдузі) — пісня 1939 року, написана для американського фільму мюзиклу «Чарівник країни Оз» і відома у виконанні американської співачки Джуді Гарленд. Оскар в номінації «Найкраща пісня з кінофільму» 1940 року. Gilligan’s Island (Острів Гіллігана) — комедійний серіал 60-х років про пасажирів, які вижили після корабельної аварії і які живуть на острові. Виконавці ролей у старому серіалі знову виконали їх у цьому епізоді.                                                         |                   |           |       |
| |                   |           |       |
| «Take a Look at Me Now» (Подивись на мене) | 5 жовтня 1987     | S02E03    | 29    |
| Місіс Окмонек випадково зустрічає Альфа і вирушає на знімання телепередачі про надприродні явища. Коли на передачі її висміюють, Альф відчуває, що повинен виправити ситуацію. Take a Look at Me Now — пісня 1984 року британського рок-музиканта Філа Коллінза, також відома під назвою Against All Odds. |                   |           |       |
| |                   |           |       |
| «Wedding Bell Blues» (Блюз весільних дзвіночків) | 12 жовтня 1987    | S02E04    | 30    |
| Альф дізнається, що його батьки були одружені до того, як він народився. На відміну від Землі, на Мельмаку це вважається великою ганьбою і Альф вирушає жити у монастир. Wedding Bell Blues — пісня 1966 року американської співачки Лори Ніро, що стала відомою у 1969 році у виконанні групи The Fifth Dimension. |                   |           |       |
| |                   |           |       |
| «Prime Time» (Прайм-тайм) | 19 жовтня 1987    | S02E05    | 31    |
| Сім'я Таннерів стає учасником дослідження телевізійної аудиторії. Дізнавшись про це, Альф втручається в роботу обладнання, щоб залишити в ефірі свою улюблену телепередачу. Prime Time — пісня 1984 року британської рок-групи The Alan Parsons Project. |                   |           |       |
| |                   |           |       |
| «Some Enchanted Evening» (Пожвавлення вечірки) | 26 жовтня 1987    | S02E06    | 32    |
| Щоб налагодити проблеми на роботі у Віллі Таннера, Альф запрошує його боса на вечірку, присвячену Хелловіну. Some Enchanted Evening — пісня з мюзиклу 1949 року «Південь Тихого океану». |                   |           |       |
| |                   |           |       |
| «Oh, Pretty Woman» (Красуня) | 2 листопада 1987  | S02E07    | 33    |
| Лінн покинув молодий хлопець і Альф, щоб підняти їй настрій, записує її у список учасниць конкурсу краси. Oh, Pretty Woman — пісня 1964 року американського рок-музиканта Роя Орбісона. |                   |           |       |
| |                   |           |       |
| «Something’s Wrong With Me» (Зі мною щось не так) | 9 листопада 1987  | S02E08    | 34    |
| Матір Кейт, Дороті, збирається виходити заміж. Весілля повинне відбутися в будинку Таннерів, але у Альфа несподівано починається гикавка. Позаяк мешканці Мельмака гикають гучно та з неприємною металічною луною, весілля стає під питанням. Something’s Wrong With Me — пісня 1972 року американського співака Остіна Робертса. |                   |           |       |
| |                   |           |       |
| «Night Train» (Нічний поїзд) | 16 листопада 1987 | S02E09    | 35    |
| Віллі розповідає Альфу, як в молоді роки він подорожував країною, забираючись у товарні поїзди. Альф теж хоче спробувати подорожувати таким способом. Night Train — популярна блюзова інструментальна тема, вперше виконана американським джазменом Джиммі Форрестом. |                   |           |       |
| |                   |           |       |
| «Isn’t it Romantic?» (Хіба це не романтично?) | 23 листопада 1987 | S02E10    | 36    |
| Альф вважає, що у Віллі і Кейт проблеми у взаємовідносинах. Щоб утримати сім'ю від близького, на його думку, розлучення, він вмовляє Лінн і Браяна влаштувати для батьків другий медовий місяць. Isn’t it Romantic? — пісня композитора Річарда Роджерса на слова Лоренца Харта, що входить у т.зв. Великий Американський Пісенник. |                   |           |       |
| |                   |           |       |
| «Hail to the Chief» (Салют вождю) | 7 грудня 1987     | S02E11    | 37    |
| Кейт і Альф дивляться по телевізору телевізійні дебати кандидатів в президенти. Вночі сниться сон, в якому кандидатами стають вона і Альф. Hail to the Chief — офіційний гімн Президента США. Виконанням цього гімну супроводжується кожна поява Президента на публіці починаючи з 1954 року. |                   |           |       |
| |                   |           |       |
| «ALF’s Special Christmas» (Особливе Різдво Альфа) | 14 грудня 1987    | S02E12-13 | 38-39 |
| Альф разом з Таннерами вирушає зустрічати Різдво до лісового будинку. Помилково Альф застрибує у вантажівку господаря будинку і той дарує інопланетянина дівчинці в лікарні. На цьому пригоди Альфа не закінчуються — він має прийняти пологи у застрялої в ліфті жінки і попередити самогубство зневіреного старого. |                   |           |       |
| |                   |           |       |
| «The Boy Next Door» (Сусідський хлопчик) | 4 січня 1988      | S02E14    | 40    |
| До Окмонеків, сусідів Таннерів, поселяється племінник Джейк. Вночі Джейк пробирається до Таннерів і випадково зіштовхується з Альфом. The Boy Next Door — пісня 1944 року американських композиторів Хью Мартіна і Ральфа Блейна. Вперше вона була виконана Джуді Гарленд в музичному фільмі «Зустрінемось в Сан-Луї». |                   |           |       |
| |                   |           |       |
| «Can I Get a Witness?» (Чи є у мене свідки?) | 11 січня 1988     | S02E15    | 41    |
| Хтось розбив футбольним м'ячем вікно в будинку Окмонеків, сусідів Таннерів. Підозра падає на Альфа, але той запевняє всіх у своїй невинності і вимагає справедливого судового розгляду. Can I Get a Witness? — пісня 1963 року американського співака Марвіна Гея. |                   |           |       |
| |                   |           |       |
| «We’re So Sorry, Uncle Albert» (Нам так шкода, дядьку Альберте) | 25 січня 1988     | S02E16    | 42    |
| До Таннерів приїздить дядько Альберт. Випадково зіткнувшись з Альфом, він помирає від серцевого нападу. We’re So Sorry, Uncle Albert — перші рядки пісні 1971 року Uncle Albert/Admiral Halsey Пола Маккартні. |                   |           |       |
| |                   |           |       |
| «Someone to Watch Over Me» (Хто-небудь, придивіться за мною) (1) | 8 лютого 1988     | S02E17    | 43    |
| В районі, де живуть Таннери, з'являється домашній крадій. Мешканці організовують нічні чергування і Віллі, як власник радіоапаратури, стає координатором. Коли його місце займає Альф, чергування зривається. Побачивши в камеру спостереження крадія, який пробирається до Окмонеків, Альф слідує за ним. Крадій, однак, встигає втекти, а будинок оточує поліція. Someone to Watch Over Me — пісня, написана американським композитором Джорджем Гершвіним разом з братом Іром Гершвіним. Вперше виконана співачкою Гертрудою Лоуренц у мюзиклі 1926 року Oh, Kay!. Пісня стала джазовим стандартом, була виконана джазовими виконавцями, увійшла до складу т.зв. Великого Американського Пісенника. |                   |           |       |
| |                   |           |       |
| «Someone to Watch Over Me» (Хто-небудь, придивіться за мною) (2) | 15 лютого 1988    | S02E18    | 44    |
| Віллі змушений рятувати Альфа, який опинився в будинку Окмонеків, оточеному поліцією. |                   |           |       |
| |                   |           |       |
| «We Gotta Get Out of This Place» (Нам потрібно звідси вибратись) | 22 лютого 1988    | S02E19    | 45    |
| Знайому Альфа сліпу дівчину Джоді виселяють з будинку. Альф пропонує їй декілька днів пожити у Таннерів. Коли Джоді знаходить нове житло, Альф переїздить до неї. We Gotta Get Out of This Place — пісня 1965 року групи The Animals. Пісня була популярна серед збройних сил США під час війни у В'єтнамі. |                   |           |       |
| |                   |           |       |
| «You Ain’t Nothin' But a Hound Dog» (Ти тільки гонча) | 29 лютого 1988    | S02E20    | 46    |
| Віллі підбирає собаку, яка загубилася, і до того, як з'явиться господар, вона поселяється у Таннерів. Коли Альф розуміє, що вся увага тепер дістається новому мешканцю, віддає собаку злій жінці, яка називає себе господаркою тварини. You Ain’t Nothin' But a Hound Dog — перший рядок пісні Hound Dog, виконаної у 1956 році американським рок-музикантом Елвісом Преслі. |                   |           |       |
| |                   |           |       |
| «Hit Me with Your Best Shot» (Покажи-но мені свій найкращий удар) | 7 березня 1988    | S02E21    | 47    |
| Один з однокласників ображає Браяна в школі. Віллі пропонує мирне вирішення проблеми, однак після зустрічі з батьком хулігана його позиція змінюється. Hit Me with Your Best Shot — популярна у 1980 році пісня у виконанні американської співачки Пет Бенатар. |                   |           |       |
| |                   |           |       |
| «Movin' Out» (Переїзд) | 14 березня 1988   | S02E22    | 48    |
| Віллі отримує підвищення на роботі і Таннери збираються продати будинок і переїхати. Альфу не подобається ця ідея і він розлякує всіх потенційних покупців. Movin' Out — з такою назвою є пісня у американського рок-музиканта Біллі Джоела та у американської рок-групи Aerosmith. |                   |           |       |
| |                   |           |       |
| «I’m Your Puppet» (Я — твоя лялька) | 21 березня 1988   | S02E23    | 49    |
| Альф замовляє поштою ляльку для виступу черевомовцем. Поступово лялька починає жити своїм життям і негативно впливати на Альфа. I’m Your Puppet — пісня англійського рок-музиканта Елтона Джона. |                   |           |       |
| |                   |           |       |
| «Tequila» (Текіла) | 28 березня 1988   | S02E24    | 50    |
| Після зустрічі однокурсниць Кейт змушена залишити одну з них, Мору, на ніч. Вночі та зустрічає Альфа, але вважає його галюцинацією, викликаною алкоголем. Крім алкогольного напою, Tequila — це назва популярної інструментальної композиції 1959 року групи The Champs. |                   |           |       |
| |                   |           |       |
| «We Are Family» (Ми — сім'я) | 2 травня 1988     | S02E25    | 51    |
| Альф причиняє Таннерам масу неприємностей, в тому числі зайвих витрат. Відчуваючи, що він не в силах змінити ситуацію, Альф впадає в депресію. We Are Family — танцювальний хіт 1979 року американської групи Sister Sledge. |                   |           |       |
| |                   |           |       |
| «Varsity Drag» (Мрії про коледж) | 9 травня 1988     | S02E26    | 52    |
| Лінн складає екзамени до престижного коледжу, але батьки змушені її засмутити — вони не можуть сплатити дорогу освіту. Альф вирішує допомогти Лінн і влаштовується працювати рознощиком газет. Varsity Drag — пісня з бродвейського мюзиклу 1927 року «Хороші новини». |                   |           |       |
| |                   |           |       |

## 3-й сезон (1988—1989)
| Назва | Дата прем'єри        | Код серії     | №     |
| --- | -------------------- | ------------- | ----- |
| «Stop in the Name of Love» (Зупинись в ім'я кохання) | 3 жовтня 1988        | S03E01        | 53    |
| Дізнавшись про те, що Лінн розлучилася з бойфрендом, Альф організовує їй побачення з Денні — хлопцем, який подобався Лінн ще зі школи. Пізніше, Альф опиняється в машині, в якій Лінн і Денні вирушають до кінотеатру просто неба. Stop in the Name of Love — пісня 1966 року американського тріо The Supremes. |                      |               |       |
| |                      |               |       |
| «Stairway to Heaven» (Схóди в небо) | 10 жовтня 1988       | S03E02        | 54    |
| Після удару по голові і втрати свідомості, Альф зустрічається зі своїм янголом-охоронцем. Янгол, який виявляється чоловіком на ім'я Боб, показує Альфу, що могло б статися, якби інопланетянин не врізався у гараж Таннерів. Stairway to Heaven — пісня 1971 року британської рок-групи Led Zeppelin. |                      |               |       |
| |                      |               |       |
| «Breaking Up is Hard to Do» (Розійтись не так вже й просто) | 17 жовтня 1988       | S03E03        | 55    |
| Сусід Таннерів Тревор Окмонек серйозно посварився з дружиною. Таннери згодні на те, що Тревор поживе в них якийсь час, але Альфу це загрожує неможливістю вийти із гаража, поки сусіди не помиряться. Breaking Up is Hard to Do — пісня американського співака Ніла Седака. Кавер-версії цієї пісні виконували різні виконавці, в тому числі The Carpenters, Том Джонс, Глорія Естефан. |                      |               |       |
| |                      |               |       |
| «Tonight, Tonight» (Сьогодні ввечері) | 24 жовтня 1988       | S03E04-05     | 56-57 |
| Альф стає ведучим популярного американського ток-шоу The Tonight Show. |                      |               |       |
| |                      |               |       |
| «Promises, Promises» (Обіцянки, обіцянки) | 31 жовтня 1988       | S03E06        | 58    |
| Старші Таннери знаходять бойфренда Лінн Едді занадто дорослим для неї. Попри заборону батьків, Лінн продовжує зустрічатися з ним, поки Альф випадково промовляється про її секрет. Promises, Promises — бродвейський мюзикл 1968 року, оснований на фільмі «Квартира» 1960 року з Джеком Леммоном і Ширлі Маклейн. |                      |               |       |
| |                      |               |       |
| «Turkey in the Straw» (Індійка на сіні) | 14-15 листопада 1988 | S03E07-S03E08 | 59-60 |
| В День подяки Таннерів запрошують в гості сусіди Окмонеки. До Альфа, який залишився сам вдома, пробирається бездомний волоцюга Піт. Дізнавшись, що за інформацію про інопланетянина покладається велика нагорода, Піт телефонує в Комісію по інопланетянам. Turkey in the Straw — популярна американська народна пісня. |                      |               |       |
| |                      |               |       |
| «Changes» (Зміни) | 21 листопада 1988    | S03E09        | 61    |
| Соціальні працівники оголосили страйк і Віллі змушений сидіти вдома. Альф переживає, передбачивши зменшення доходу сім'ї Таннерів. Кейт вирішує знову піти працювати в агентство нерухомості, але згодом дізнається, що вагітна (Енн Шедін, яка грає Кейт, дійсно була вагітною, тому в серіалі у Таннерів з'являється ще одна дитина). Changes — пісня з такою назвою є у творчості багатьох музикантів, в тому числі таких, як Black Sabbath і Девід Боуі.                                               |                      |               |       |
| |                      |               |       |
| «My Back Pages» (Сторінки моєї пам'яті) | 28 листопада 1988    | S03E10        | 62    |
| Віллі влаштовує вечір спогадів, показуючи всій сім'ї знімання фестивалю у Вудстоку. Альф, побачивши молодого Віллі, дивується, наскільки він змінився з часом. Вночі Віллі бачить сон, в якому Альф став його сусідом по кімнаті в коледжі. My Back Pages — пісня 1964 року американського співака Боба Ділана. |                      |               |       |
| |                      |               |       |
| «Alone Again, Naturally» (Звісно, знову один) | 5 грудня 1988        | S03E11        | 63    |
| В одній з бульварних газет Альф читає статтю про інопланетянина, який мешкає по сусідству. За описом прибулець дуже схожий на друга Альфа — Гасілу і Альф вмовляє Віллі відвезти його до неземного товариша. Alone Again, Naturally — пісня 1972 року ірландського співака Гілберта О’Саллівана. |                      |               |       |
| |                      |               |       |
| «Do You Believe in Magic?» (А ви вірите в чарівність?) | 12 грудня 1988       | S03E12        | 64    |
| Віллі дарує Альфу набір юного фокусника і інопланетянина нове хобі захоплює з головою. Вершиною кар'єри ілюзіоніста Альфа повинен стати фокус зі зникаючим Браяном. Однак, на подив самого Альфа, Браян дійсно зник, а в чарівній коробці залишився лише кролик. Зникнення Браяна — пародія на роман «Томмінокери» Стівена Кінга. Do You Believe in Magic? — пісня 1965 року американської рок-групи The Lovin' Spoonful.                                                                                  |                      |               |       |
| |                      |               |       |
| «Hide Away» (Ховайся) | 9 січня 1989         | S03E13        | 65    |
| Джим, колега Віллі по роботі, напрошується в гості до Таннерів. Не розуміючи натяків господарів, що вечір затягнувся, Джим відкриває таємницю, що його справжнє ім'я — Стів, і ФБР допомагає йому переховуватися під вигаданим ім'ям. Альф розуміє, що справа нечиста і виходить на нічну вахту охороняти будинок. Hide Away — інструментальна блюзова композиція, записана у 1960 році американським блюзовим гітаристом Фредді Кінгом.                                                                   |                      |               |       |
| |                      |               |       |
| «Fight Back» (Удар у відповідь) | 16 січня 1989        | S03E14        | 66    |
| Віллі у відчаї — щоразу, коли він відвозить машину в ремонт, в ній знаходять все нові недоліки. Для Альфа ситуація зрозуміла — автомеханік обманює своїх відвідувачів. Озброївшись відеокамерою, Альф і Лінн починають операцію «Сем-аферист». Fight Back! with David Horowitz — у 1980—1992 роках — американське телевізійне шоу, що викривало компанії, які випускають низькоякісний товар. |                      |               |       |
| |                      |               |       |
| «Suspicious Minds» (Під підозрою) | 23 січня 1989        | S03E15        | 67    |
| У Таннерів з'являється новий сусід — Аарон Кінг. Альф переконаний, що новий мешканець — не хто інший, як король рок-н-ролу Елвіс Преслі. Suspicious Minds — пісня Елвіса Преслі 1969 року. |                      |               |       |
| |                      |               |       |
| «Baby Love» (Любов до дітей) | 6 лютого 1989        | S03E16        | 68    |
| Всі схвильовані в очікуванні поповнення в сім'ї Таннерів. Сусідка Ракіль вирішила підняти настрій Кейт і організувала вечірку. В числі гостей опиняється сусідка з грудною дитиною, і коли Альф приділяє хвилину, щоб подивитися на малюка, він починає чхати. Альф впевнений, що у нього — алергія на малюків. Baby Love — пісня 1964 року американського дівочого тріо The Supremes. |                      |               |       |
| |                      |               |       |
| «Running Scared» (Біжи не озираючись) | 13 лютого 1989       | S03E17        | 69    |
| Альфу телефонує невідомий і повідомляє, що він знає про «чужого» в будинку Таннерів, про якого буде повідомлено «куди треба», якщо йому не заплатять. Таннери не вірять розповідям Альфа про шантажиста і таємничий незнайомець виконує свою погрозу: одного разу на порозі Таннерів з'являється служба пошуку нелегальних мігрантів. Running Scared — пісня 1961 року, американського співака Роя Орбісона.                                                                                               |                      |               |       |
| |                      |               |       |
| «Standing in the Shadows of Love» (Стоячи в тіні кохання) | 20 лютого 1989       | S03E18        | 70    |
| У юного сусіда Таннерів Джейка Окмонека проблема: він не знає, як почати розмову з дівчиною, яка сподобалася йому в школі. Альф, подібно герою роману Ростана Сірано де Бержераку, допомагає йому з написанням любовного листа. Наступний крок — підказувати Джейку репліки, коли той стоїть під вікном своєї коханої. Standing in the Shadows of Love — пісня 1966 року американського ритм-енд-блюзового вокального квартету The Four Tops.                                                              |                      |               |       |
| |                      |               |       |
| «Superstition» (Забобон) | 27 лютого 1989       | S03E19        | 71    |
| Помилково Альф спалює підручник з історії Браяна. Альф у відчаї — на Мельмаку знищити книгу з історії — дуже погана прикмета, яка веде до 14 років суцільних невдач. Для того, щоб зняти прокляття, Альфу потрібно провести церемонію, в якій будуть задіяні усі члени сім'ї. Superstition — пісня 1972 року американського співака Стіві Вандера. |                      |               |       |
| |                      |               |       |
| «Torn Between Two Lovers» (Між двома прихильниками) | 6 березня 1989       | S03E20        | 72    |
| Лінн збирається піти на шкільні танці і їй терміново необхідно придбати нову сукню. В її відсутність на телефонні дзвінки відповідає Альф, що призводить до того, що з Лінн на вечір хочуть вирушити одразу два кавалери. Torn Between Two Lovers — пісня 1976 року, виконана американською співачкою Мері МакГрегор. Автор пісні, американський співак Пітер Йарроу був натхненний романом Бориса Пастернака «Доктор Живаго».                                                                             |                      |               |       |
| |                      |               |       |
| «Funeral for a Friend» (Похорони друга) | 20 березня 1989      | S03E21        | 73    |
| Не бажаючи довго залишатись на самоті, Альф постійно просить придбати йому якогось домашнього улюбленця. Віллі піддається на вмовляння і дарує Альфу мурашину ферму. Хоча Альфу спершу подарунок зовсім не сподобався, згодом він стає повністю поглинутим цим новим хобі. І ось одного разу через недогляд Альф залишає свою мурашину ферму під прямими сонячними променями. Funeral for a Friend/Love Lies Bleeding — головна пісня альбому Goodbye Yellow Brick Road англійського співака Елтона Джона. |                      |               |       |
| |                      |               |       |
| «Don’t Be Afraid of the Dark» (Не бійся темряви) | 27 березня 1989      | S03E22        | 74    |
| Перед відправкою Браяна у скаутський табір з'ясовується, що той боїться ночувати у наметі. Щоб допомогти подолати йому свій страх, Альф і Джейк вирішують зробити пробну ночівлю у дворі будинку Таннерів. Don’t Be Afraid Of The Dark — пісня американського блюзового музиканта Роберта Крея. |                      |               |       |
| |                      |               |       |
| «Have You Seen Your Mother, Baby, Standing in the Shadow?» (Дитинко, бачиш, твоя мама ховається в тіні) | 10 квітня 1989       | S03E23        | 75    |
| Джейк весь час змінює тему розмови, коли мова заходить про його матір. Коли матір Джейка приходить в гості до Таннерів, стає зрозуміло, чому. Вона страждає клептоманією і Альф стає невільним свідком того, як вона краде брошку Кейт. Have You Seen Your Mother, Baby — пісня 1966 року британської рок-групи The Rolling Stones. |                      |               |       |
| |                      |               |       |
| «Like an Old Time Movie» (Як в старому кіно) | 17 квітня 1989       | S03E24        | 76    |
| Коли Таннери ненадовго їдуть з будинку Віллі залишає Альфу кілька відеокасет. Поставивши залишену Віллі касету, Альфу спершу здається, що телевізор зламаний — звуку немає і зображення чорно-біле. Однак через якийсь час він починає цінувати старе німе кіно і разом з Джейком Окмонеком пише власний кіносценарій. Like an Old Time Movie — пісня американського співака Скотта Маккензі. |                      |               |       |
| |                      |               |       |
| «Shake, Rattle and Roll» (Землетрус) | 1 травня 1989        | S03E25        | 77    |
| Альф вперше у своєму житті випробовує те, що у Каліфорнії нікого не здивовує — невеликий землетрус. Альф сильно наляканий і починає всіх переконувати в тому, що Землі у будь-яку хвилину може прийти кінець. Shake, Rattle and Roll — рок-н-рол 1954 року, найбільш відомий у виконанні групи Bill Haley & His Comets американського співака Білла Хейлі. |                      |               |       |
| |                      |               |       |
| «Having My Baby» (Народження дитини) | 8 травня 1989        | S03E26        | 78    |
| До народження третьої дитини Таннерів залишилось декілька днів. Альф у нетерпінні — вдень і вночі він несе вахту, щоб не пропустити цю подію. Having My Baby — пісня 1974 року канадського співака Пола Анки. |                      |               |       |
| |                      |               |       |

## 4-й сезон (1989—1990)
| Назва | Дата прем'єри     | Код серії | №   |
| --- | ----------------- | --------- | --- |
| «Baby, Come Back» (Дитинко, повернись) | 18 вересня 1989   | S04E01    | 79  |
| Альф вмовляє Кейт і Віллі взяти його на роботу як няньку — всього за 6 доларів на годину. Кейт категорично проти, однак, коли всім необхідно піти з дому, вона скріпивши серце Кейт довіряє Альфу півгодини постежити за новонародженим Еріком, поки нікого немає вдома. Однак варто було Альфу відлучитися буквально на півхвилини, як дитина зникла. Baby, Come Back — так називається пісня 1966 року британської групи The Equals і пісня 1978 року американської групи Player. |                   |           |     |
| |                   |           |     |
| «Lies» (Брехня) | 25 вересня 1989   | S04E02    | 80  |
| Обурюючись з приводу того, що пишуть про космос у жовтій пресі, Альф пише до редакції гнівного листа. Розповідь Альфа справляє враження і в будинку Таннерів з'являється журналістка, яка хоче взяти інтерв'ю у «містера Всесвіту». Lies — пісні з такою назвою є у кількох груп, в тому числі Alphaville, Thompson Twins, The Rolling Stones. |                   |           |     |
| |                   |           |     |
| «Wanted: Dead or Alive» (Взяти живим або мертвим) | 2 жовтня 1989     | S04E03    | 81  |
| В телевізійній передачі про розшукуваних злочинців Альф бачить людину, дуже схожу на Віллі. Альф всіляко намагається натякнути Віллі про небезпеку, що йому загрожує, але сусід Тревор, який теж бачив передачу, вже зателефонував у поліцію. Wanted Dead or Alive — пісня 1986 року американської рок-групи Bon Jovi. |                   |           |     |
| |                   |           |     |
| «We’re in the Money» (Ми при грошах!) | 9 жовтня 1989     | S04E04    | 82  |
| Альф знайшов собі нову розвагу — використовуючи комп'ютер Віллі, він може купувати акції та грати на біржі. Вся сім'я в розпачі перед тим, до чого це може призвести, але, як не дивно, Альфу щастить. We’re in the Money — головна пісня фільму «Золотошукачі 1933-го року». Крім цього, We’re In The Money — одна з пісень мюзиклу «42-а вулиця». |                   |           |     |
| |                   |           |     |
| «Mind Games» (Ігри розуму) | 16 жовтня 1989    | S04E05    | 83  |
| Альф страждає від того, що йому нічим займатися в будинку Таннерів. Коли від його пошуку розваг втомлюється вся сім'я, Віллі запрошує знайомого Альфу психоаналітика Ларрі. Однак ця зустріч приносить несподіваний результат: Альф, до очевидного невдоволення всієї сім'ї, сам починає займатись психоаналізом. Mind Games — пісня 1973 року з однойменного альбому Джона Леннона.                                                                                                |                   |           |     |
| |                   |           |     |
| «Hooked on a Feeling» (Гра на почуттях) | 23 жовтня 1989    | S04E06    | 84  |
| Виявляється, поїдання вати викликає у Альфа стан наркотичного сп'яніння. Під дією вати він співає пісні Френка Сінатри, а на ранок у нього болить голова. Таннерам терміново необхідно допомогти інопланетянину позбутися цієї залежності. Hooked on a Feeling — пісня 1969 року американського співака Бі Джей Томаса. |                   |           |     |
| |                   |           |     |
| «He Ain’t Heavy, He’s Willie’s Brother» (Він не поганий, він — мій брат) | 30 жовтня 1989    | S04E07    | 85  |
| У Брата Віллі Ніла сталися одразу дві неприємності: його не тільки звільнили з роботи, але й від нього пішла дружина. Віллі, бажаючи допомогти брату пропонує залишитися у Таннерів на кілька днів. Альфу це зовсім не подобається і він намагається вижити непроханого гостя всіма можливими способами. He Ain’t Heavy, He’s My Brother — пісня британської рок-групи The Hollies 1969 року.                                                                                       |                   |           |     |
| |                   |           |     |
| «The First Time Ever I Saw Your Face» (Коли я вперше побачив тебе...) | 6 листопада 1989  | S04E08    | 86  |
| Ніл нарешті знайшов власне житло. У нової квартири лише один недолік — вона розташована надто близько до будинку Таннерів і Ніл як і раніше проводить там кожну вільну хвилину. Альф у відчаї — ховатися у гаражі йому давно набридло. Щоб розв'язати цю ситуацію, Віллі вирішує познайомити Ніла з інопланетянином. The First Time Ever I Saw Your Face — пісня 1957 року американської соул-співачки Роберти Флек.                                                                |                   |           |     |
| |                   |           |     |
| «Live and Let Die» (Живи і дай померти) | 13 листопада 1989 | S04E09    | 87  |
| Кіт Таннерів Лакі помер. Найбільше через смерть улюбленця засмучується Браян і Альф замовляє по оголошенню декількох котенят. Live and Let Die — головна пісня із кінофільму про Джеймса Бонда «Живи та дай померти» Пола Маккартні та групи Wings. |                   |           |     |
| |                   |           |     |
| «Break Up to Make Up» (Розійтись, щоб возз'єднатися) | 20 листопада 1989 | S04E10    | 88  |
| Матір Кейт Дороті розлучилась зі своїм чоловіком Візером. В той час, як Кейт їде зустрічати її у аеропорт, Візер несподівано з'являється на порозі будинку Таннерів і зустрічає Альфа. Break Up to Make Up — пісня американської групи The Stylistics. |                   |           |     |
| |                   |           |     |
| «Happy Together» (Щасливі разом) | 27 листопада 1989 | S04E11    | 89  |
| Після чергової непотрібної покупки, яку Альф робить з допомогою «магазину на дивані» Віллі виходить із себе. Альф не бажаючи більше залишатися в одному будинку з Таннерами, переїздить до брата Віллі Ніла. Таннери можуть зітхнути з полегшенням, однак в будинку Ніла через день запановує хаос. Happy Together — пісня 1967 року американської групи The Turtles. |                   |           |     |
| |                   |           |     |
| «Fever» (Лихоманка) | 4 грудня 1989     | S04E12    | 90  |
| Віллі застудився, потрапивши під зливу. Слідом за ним підхоплює хворобу і Альф. У інопланетян, однак, імунна система працює по-іншому і простуда проходить куди важче. Fever — пісня 1956 року, початково виконана американським співаком Літтл Віллі Джоном. Згодом пісню виконали такі співаки, як Елвіс Преслі, Пеггі Лі, Boney M., The Doors і ще понад півсотні виконавців. |                   |           |     |
| |                   |           |     |
| «It’s My Party» (Це моя вечірка) | 11 грудня 1989    | S04E13    | 91  |
| Ось уже чотири роки, з моменту появи Альфа, Таннери не приймають у себе гостей. Нарешті, вони вирішують організувати вечірку в гавайському стилі на галявині біля свого будинку. Альф погоджується просидіти весь цей час на горищі. Коли ж починається дощ, свято доводиться терміново переносити в будинок. It’s My Party — пісня 1963 року американської співачки Леслі Гор. |                   |           |     |
| |                   |           |     |
| «Make 'em Laugh» (Застав їх сміятися) | 8 січня 1990      | S04E14    | 92  |
| Альф обрав собі майбутню професію: він хоче стати коміком. Однак його домашні виступи перед Таннерами викликають лише втомлені посмішки. Make 'em Laugh — пісня з мюзиклу «Співаючи під дощем» 1952 року. |                   |           |     |
| |                   |           |     |
| «Love on the Rocks» (І на каменях росте кохання) | 15 січня 1990     | S04E15    | 93  |
| Брату Віллі Нілу приходить приголомшлива звістка: його колишня дружина приїздить щоб знову возз'єднатися. Ніл піддається її впливу і пара вирушає у Лас-Вегас, не помітивши, що в машині з ними їде Альф. Love on the Rocks — пісня 1981 року американського співака Ніла Даймонда. |                   |           |     |
| |                   |           |     |
| «True Colors» (Природні кольори) | 22 січня 1990     | S04E16    | 94  |
| Коли Лінн почала захоплюватися живописом, Альф теж вирішив спробувати свої сили у новій розвазі. Але на відміну від традиційних художників, Альф малює продуктами — макаронами, овочами, соусами. «Шедеври» Альфа, як не дивно, приводять викладача Лінн у захват. True Colors — пісня з однойменного альбому 1986 року американської поп-співачки Сінді Лаупер. |                   |           |     |
| |                   |           |     |
| «Gimme That Old Time Religion» (Давайте-но проведемо цю стару церемонію) | 29 січня 1990     | S04E17    | 95  |
| Альф повідомляє Таннерам, що згідно суворим мельмакіанським законам, він повинен стати священиком. Тепер його завдання — провести на Землі офіційну церемонію. (Give Me That) Old-Time Religion — традиційний американський госпел 1873 року. |                   |           |     |
| |                   |           |     |
| «Future’s So Bright, I Gotta Wear Shades» (Майбутнє так яскраве, що мені потрібно надягнути сонячні окуляри) | 5 лютого 1990     | S04E18    | 96  |
| Альф став задумуватись про смерть. Самому інопланетянину залишається жити ще понад чотири сотні років, але що з ним станеться, коли постаріють Таннери? Future’s So Bright, I Gotta Wear Shades — пісня 1986 року американської групи Timbuk3. |                   |           |     |
| |                   |           |     |
| «When I’m Sixty-Four» (Коли мені виповниться 64) | 12 лютого 1990    | S04E19    | 97  |
| Альф хоче зустрітися з актрисою, яка грає у його улюбленому фільмі. Пошуки приводять його в будинок престарілих. When I’m Sixty-Four — пісня 1967 року англійської рок-групи The Beatles. |                   |           |     |
| |                   |           |     |
| «Mr. Sandman» (Містер піщана людина) | 19 лютого 1990    | S04E20    | 98  |
| Обхідними шляхами до Віллі доходить спадок прадіда, який був першопрохідцем і золотошукачем. В давній скрині серед інструментів і сміття знаходиться мапа — безсумнівно, мапа, на якій вказано, де зариті скарби. Залишивши дітей і жінок ночувати у найближчому селі, Віллі і Альф вирушають на пошуки скарбу. Mr. Sandman — популярна пісня 1954 року, виконана американським жіночим вокальним квартетом The Chordettes.                                                         |                   |           |     |
| |                   |           |     |
| «Stayin' Alive» (Все ще живий) | 26 лютого 1990    | S04E21    | 99  |
| Альф стурбований тим, що гігантський концерн Sendrax, який знаходиться у тому ж штаті, забруднює навколишнє середовище. Дзвінки на радіо і листи в газети призводять до того, що керівництво концерну помічає бурхливу діяльність активіста. Stayin' Alive — пісня британської групи Bee Gees 1977 року. |                   |           |     |
| |                   |           |     |
| «Hungry Like a Wolf» (Голодний як вовк) | 3 березня 1990    | S04E22    | 100 |
| Володіючи неземним апетитом, Альф починає товстіти. Для мельмакіанців це реальна небезпека для життя — були випадки, коли інопланетяни просто вибухали. Віллі пропонує Альфу сісти на дієту, але голод, що розігрався у того, вже неможливо тримати під контролем. Hungry Like the Wolf — пісня 1982 року британської групи Duran Duran. |                   |           |     |
| |                   |           |     |
| «I Gotta Be Me» (Хочу бути сама собою) | 10 березня 1990   | S04E23    | 101 |
| Лінн зі своїм бойфрендом збирається поїхати на вихідні у спортивний табір. Скріпивши серце Віллі відпускає її, однак Кейт непохитна і всіма способами намагається відговорити доньку. I’ve Gotta Be Me — популярна пісня 1968 року з бродвейського мюзиклу «Золота райдуга» (Golden Rainbow). |                   |           |     |
| |                   |           |     |
| «Consider Me Gone» (Вважайте мене зниклим) | 17 березня 1990   | S04E24    | 102 |
| Альфу нарешті вдалося встановити контакт зі своїми родичами. Скіп і Ронда купили невелику планету і хочуть разом з Альфом заснувати новий Мельмак. Тим часом їхню розмову перехоплюють працівники Комісії по інопланетянам. Consider Me Gone — пісня британського рок-музиканта Стінга. |                   |           |     |
| |                   |           |     |

## Цікаві факти
- В останній серії 4 сезону було написано «Далі буде». Продовженням серіалу (спін-оффом) є повнометражний фільм "Проєкт «Альф»" (1996).
- Останні 3 епізоди четвертого сезону були перенесені з вечора понеділка на вечір суботи.
- Епізоди «Mind Games» і «Fever» були зняті для третього сезону, але вийшли на NBC в четвертому.